# Atlanticum
| Serie       | Etage       | Chronozone    | Tijd (jaar BP) |
| ----------- | ----------- | ------------- | -------------- |
| Holoceen    | Holoceen    | Subatlanticum | 0              |
| Holoceen    | Holoceen    | Subatlanticum | 2400           |
| Holoceen    | Holoceen    | Subboreaal    |                |
| Holoceen    | Holoceen    | 5660          |                |
| Holoceen    | Holoceen    | Atlanticum    |                |
| Holoceen    | Holoceen    | 9220          |                |
| Holoceen    | Holoceen    | Boreaal       |                |
| Holoceen    | Holoceen    | 10.640        |                |
| Holoceen    | Holoceen    | Preboreaal    |                |
| Holoceen    | Holoceen    | 11.560        |                |
| Pleistoceen | Weichselien | Jonge Dryas   |                |
| Pleistoceen | Weichselien | Jonge Dryas   | 12.700         |

Het Atlanticum is een tijdvak in het Holoceen in de tijdschaal van Blytt-Sernander voor Noordwest-Europa. Het duurde van ongeveer 9220 tot 5660 jaar geleden ("Before Present"). Het volgt op het Boreaal en wordt gevolgd door het Subboreaal.
In het Atlanticum heerste in heel Noordwest-Europa een warm, nat klimaat, met gemiddelde temperaturen die hoger waren dan tegenwoordig. In het Vroeg-Atlanticum kwamen de hoogste temperaturen voor sinds het laatste glaciaal, het Weichselien. Vanaf 8200 BP was er een 300 jaar durende sterke afkoeling, de koudeperiode van rond 6200 v.Chr.. Sommige wetenschappers beschouwen de periode voor 8200 BP als het Pre-Atlanticum en laten het Atlanticum pas starten na de koudeperiode van rond 6200 v.Chr.
Het Atlanticum komt overeen met pollenzone III van Zagwijn en zones VI en VII van Litt.